# L'Enfant Staline
L'Enfant Staline est le vingt-quatrième tome de la série de bande dessinée Lefranc écrit par Thierry Robberecht et dessiné par Régric, édité en 2013 par Casterman.

## Résumé
Moscou, février 1953. Lefranc est en visite au cœur de « l’Empire rouge », au sein d’une délégation de journalistes venue couvrir une tournée d’écrivains occidentaux en URSS. Si certains ne cachent pas leur admiration pour les réalisations staliniennes, d’autres ont des options franchement opposées. C’est le cas de l’anglais Byrne - en fait un espion ayant pris prétexte de cette délégation pour venir à Moscou y récupérer des documents secrets auprès d’une généticienne, Paulina Tikhonov. Mais le projet est éventé, et l’Anglais n’a que le temps de remettre à Lefranc un volumineux dossier rouge avant d’être enlevé par les services secrets soviétiques.
Le journaliste, dès lors, se retrouve dépositaire d’une série de documents estampillée « Petit frère » et consacrée à un mystérieux enfant de douze ans, dont la ressemblance avec Staline au même âge est frappante. Énigmatique, mais sans plus. Jusqu’à ce que Paulina Tikhonov lui révèle que dans le plus grand secret, les savants soviétiques ont réussi à copier l’ADN de Staline, et donc à reproduire leur grand dirigeant désormais virtuellement immortel. Bien malgré lui, Lefranc se retrouve soudain investi d’une mission décisive : faire échec à ce projet dangereux pour le monde entier…

## Personnages
- Guy Lefranc